# Wasilij Korotyszewski
Wasilij Michajłowicz Korotyszewski, biał. Васілій Каратышэўскі, ros. Василий Михайлович Коротышевский (ur. w 1905 r. w Pińsku, zm. w maju 1977 r. w ZSRR) – rosyjski działacz narodowy w II Rzeczypospolitej, radziecki poeta, dziennikarz, publicysta
W 1925 r. ukończył rosyjską szkołę realną. Zaangażował się w działalność rosyjskiego ruchu narodowego. Jesienią 1926 r. zmobilizowano go do Wojska Polskiego. Po 2 miesiącach służby został jednak zwolniony z powodu choroby. Od 1927 r. pracował jako robotnik w różnych zakładach. Na pocz. lat 30. założył w Pińsku oddział Związku Rosyjskiej Młodzieży Narodowej. Ponadto był współtwórcą rosyjskiej grupy literackiej „Szałasz poetow”. W 1932 r. wydał zbiór wierszy pt. „Intimnoje”. W 1934 r. otrzymał od polskich władz nakaz wyjazdu z miasta, dlatego zamieszkał w Warszawie. Po zajęciu Pińska przez Armię Czerwoną jesienią 1939 r., otrzymał pracę w redakcji gazety obwodowej „Polesskaja prawda”. We wrześniu 1940 r. miejscowy obkom Komunistycznej Partii (bolszewików) Białorusi skierował go do pracy w gazecie „Sztandar Wolności”. Pełnił funkcję korespondenta na obszar pińskiego i poleskiego obwodów. Jednocześnie zorganizował grupę literacką przy redakcji gazety „Polesskaja prawda”. Po ataku wojsk niemieckich na ZSRR 22 czerwca 1941 r., został zmobilizowany do Armii Czerwonej. Służył do listopada 1943 r., kiedy przeszedł do pracy w białoruskim radiokomitecie. Od czerwca 1945 r. pracował w gazecie „Sowietskij Kriestjanin” jako korespondent w obwodzie pińskim. We wrześniu 1947 r. powrócił do białoruskiego radiokomitetu. W 1950 r. został wyrzucony z pracy i wykluczony z partii komunistycznej. Kontynuował pisanie wierszy, od lat 60. jedynie po białorusku.